# تعمية متشاكلة
التعمية المتشاكلة (بالإنجليزية: Homomorphic Encryption)‏ هو شكل من أشكال التعمية يسمح بالقيام بعمليات حسابية خاصة على النص المعمى للحصول على نتيجة معماة تطابق عند فك تعمية ها نتيجة عمليات تمت على النص الأصلي. على سبيل المثال يستطيع شخص ما جمع عددين مُعميَيْن، ويقوم آخر بفك شيفرة النتيجة، بدون أن يعرف أي منهما القيم الفردية للأعداد المستخدمة.
وهذه ميزة مرغوبة في معمارية الأنظمة الحديثة. سيسمح التعمية المتشاكلة بربط عدة خدمات مختلفة بدون تعريض البيانات لأي من هذه الخدمات المختلفة، على سبيل المثال يمكن ربط خدمات من عدة شركات تقوم بـ: 1) حساب الضرائب 2) صرف العملات 3) والشحن على نفس العملية بدون كشف البيانات غير المعماة لأي من هذه الشركات. مخططات التعمية المتشاكلة مطواعة من بداية التصميم. الخاصية التشاكلية لعدة أنظمة تعمية يمكن أن تستخدم في إنشاء أنظمة تصويت أكثر أماناً، دوال تلبيد مقاومة للاصطدام collision-resistant hash functions، مخططات استرجاع المعلومات الخاصة، وتتيح استخداماً أوسع للحوسبة السحابية عن طريق ضمان سرية البيانات المعالجة.
يوجد عدة أنظمة تعمية متشاكلة جزئياً لكنها فعالة، وعدد من أنظمة التعمية المشاكلة كليًا لكنها أقل فعالية. على الرغم من عرضة نظام التعمية المتشاكلة (غير المقصود) للهجوم على هذا الأساس، يمكن القيام بعمليات معالجة بشكل آمن في حال استخدمت الخاصية التشاكلية بعناية.